# Стетоскоп
Стетоскоп је медицински инструмент, апарат за ослушкивање рада срца и плућа.
Стетоскоп је изумео Рене-Теофил-Ијасент Лаенек, француски лекар, рођен у Кемперу 17. фебруара 1781. године.
Стетоскоп је једноставног изгледа и састоји се од такозваног „микрофона” који се прислања на грудни кош пацијента, гумених цевчица којима се звук доводи до слушалица за уши. Обичан стетоскоп нема никаквих покретних нити електро делова већ само механички спроводи звук од груди пацијената до уха лекара.
Један од најједноставнијих прегледа који лекари данас врше је ослушкивање плућа и срца помоћу стетоскопа. Помоћу овог инструмента (апарата) чују се шумови при раду плућа и срца.
Године 1815. почела је производња дрвених стетоскопа. То је био обичан продужени левак где се шири до прислањао на груди пацијента а ужи на ухо лекара. Данас је стетоскоп знатно усавршенији него онај из дана Лаенека.

## Галерија
- Стетоскоп
- Стетоскоп
- Дрвени стетоскопи